# Ewa Łojkowska
Ewa Łojkowska (ur. 8 lipca 1954 w Bielsku-Białej) – polska uczona, biotechnolożka, profesorka nauk biologicznych. Jej specjalnością są: biotechnologia roślin, fitopatologia molekularna, i biochemia roślin.
Od roku 1993 związana z Międzyuczelnianym Wydziałem Biotechnologii Uniwersytetu Gdańskiego i Gdańskiego Uniwersytetu Medycznego, na którym w latach 2005–2012 pełniła funkcję dziekan. W latach 2005–2019 kierowniczka Katedry Biotechnologii MWB UG i GUMed. Obecnie jest kierowniczką Zakładu Ochrony i Biotechnologii Roślin MWB UG i GUMed.

## Życiorys
W 1972 ukończyła I Liceum Ogólnokształcące w Koszalinie, w czerwcu 1977 uzyskała tytuł magistra biologii na Wydziale Biologii i Nauk i Ziemi Uniwersytetu Mikołaja Kopernika w Toruniu. Pracę magisterską z zakresu fizjologii roślin wykonywała pod opieką profesora Mariana Michniewicza. 21 listopada 1984 uzyskała, w Instytucie Hodowli i Aklimatyzacji Roślin w Boninie, stopień doktora nauk rolniczych w dyscyplinie agronomia, na podstawie pracy pt. „Niektóre mechanizmy fizjologiczne warunkujące podatność bulw ziemniaka na infekcję bakteryjną”. Promotorem pracy była prof. Alina Ewa Kacperska-Lewak z Wydziału Biologii Uniwersytetu Warszawskiego.
19 grudnia 1991 uzyskała stopień doktora habilitowanego nauk rolniczych w dyscyplinie fitopatologia za pracę pt. „Mieszańce somatyczne Solanum tuberosum i Solanum brevidens jako źródło odporności bulw ziemniaka na mokrą zgniliznę: analiza czynników warunkujących odporność bulw na degradację przez bakterie z rodzaju Erwinia”.
6 czerwca 2001 uzyskała tytuł profesora nauk biologicznych.
W latach 1986–1988 odbyła staż podoktorski w zespole profesora Artura Kelmana w University of Wisconsin-Madison w USA. W latach 1991–1993 była profesor wizytującą w Institut National des Sciences Appliquees w Lyonie we Francji. Pracowała w zespole profesor Janine Robert-Boudouy i dr Nicole Hugouvieux-Cotte-Pattat.
W 1994 była jedną z założycieli Sekcji Kultur Tkankowych Roślin Polskiego Towarzystwa Botanicznego.
W latach 2001–2013 była profesor wizytującą (prowadziła cykliczne wykłady i ćwiczenia z biotechnologii roślin) w Università degli Studi di Perugia we Włoszech. W tym czasie była członkinią International Teaching Committee w finansowanym przez Komisję Europejską programie Job Creation Biotechnology Diploma.
Od 1975 żona Andrzeja Łojkowskiego, prawnika. Matka Joanny.

### Członkostwa i pełnione funkcje
W latach 2005–2012 pełniła funkcję dziekana Międzyuczelnianego Wydziału Biotechnologii Uniwersytetu Gdańskiego i Gdańskiego Uniwersytetu Medycznego.
W międzynarodowej organizacji ScanBalt w latach 2002–2016 była członkinią komitetu zarządzającego, a w latach 2010–2014 była także wiceprzewodniczącą tejże organizacji.
Członkini Polskiego Towarzystwa Biologii Eksperymentalnej Roślin (PTBER):
- w kadencjach 2003–2005[8] oraz 2015–2017[9] członkini Zarządu PTBER,
- w kadencji 2011–2013 wiceprezydentka PTBER[10],
- w kadencji 2013–2015 prezydentka PTBER[11].

W Polskiej Akademii Nauk:
- w latach 2003–2007 członkini Komitetu Ochrony Roślin Polskiej Akademii Nauk;
- od 2007 członkini, od 2011 roku zastępca przewodniczącego, a od 2020 przewodnicząca Komitetu Biotechnologii Polskiej Akademii Nauk[12];
- od 2007 do likwidacji członkini Komitetu Hodowli, Genetyki i Fizjologii Roślin PAN.

W Centralnej Komisji ds. Stopni i Tytułów Naukowych:
- w kadencji 2013–2016 i 2017–2020 członkini Centralnej Komisji ds. Stopni i Tytułów Naukowych oraz wiceprzewodnicząca Sekcji Nauk Biologicznych, Rolniczych, Leśnych i Weterynaryjnych Centralnej Komisji w latach 2013–2016 i 2017–2019[13].

Od  roku 2001 uczestniczy w pracach Jury programu L’Oreal-UNESCO dla Kobiet i Nauki, a od roku 2006 jest przewodniczącą tegoż Jury. Od roku 2013 członkini międzynarodowego Jury programu L’Oreal-UNESCO „International Rising Talents”.
Od 2008 roku Prezeska Zarządu Fundacji Profesora Wacława Szybalskiego. Inicjatorka lub redaktorka książek wydawanych przez Fundację a poświęconych polskim uczonym:
- „Anna J. Podhajska (1938–2006) - Pierwsza Dama Polskiej Biotechnologii”, redakcja Wiesław Makarewicz i Ewa Łojkowska, Wydawnictwo UG, 2010;
- „Kapryśna gwiazda Rudolfa Weigla” Ryszard Wójcik, Wydawnictwo UG, 2015;
- „Profesor Wacław Szybalski o Lwowie, genach, istocie życia i noblistach” Jarosław Abramow-Newerly, Wydawnictwo UG, 2018;
- „Professor Wacław Szybalski on Lwów, Genes, the Essence of Life and Nobel Laureates” Jarosław Abramow-Newerly, Wydawnictwo UG, 2020.

W latach 2019–2020 członkini Rady Uniwersytetu Gdańskiego.

## Ordery i odznaczenia
- Krzyż Kawalerski Orderu Odrodzenia Polski (2012)[16]
- Złoty Krzyż Zasługi (2001)[17]
- Medal Komisji Edukacji Narodowej (2001)
- Medal 50-lecia Uniwersytetu Gdańskiego (2020)

Źródło:.

## Nagrody i wyróżnienia
- Nagroda Naukowa Miasta Gdańska im. Jana Heweliusza w kategorii nauk przyrodniczych i ścisłych (2021)[18]